# Zaldibar
Zaldibar – gmina w Hiszpanii, w prowincji Biskaja, w Kraju Basków, o powierzchni 11,56 km². W 2011 roku gmina liczyła 3062 mieszkańców.